# Aulus Grani
Aulus Grani (llatí: Aulus Granius) va ser un cavaller romà nascut a Puteoli, i que vivia a Roma al segle i aC. Formava part de la gens Grània, una gens romana d'origen plebeu.
Va participar en la Segona guerra civil romana al costat de Juli Cèsar i l'any 48 aC va ser capturat i executat pels pompeians a Dirràquium. Juli Cèsar en fa menció a la seva obra sobre la guerra civil.